# Bruto Seghettini
Bruto Seghettini (Nizza, 14 maggio 1881 – Nizza, 23 marzo 1975) è stato un dirigente sportivo, allenatore di calcio e calciatore francese naturalizzato italiano.

## Carriera
Bruto Seghettini, la cui famiglia è originaria di Forlì ed attiva nel campo della sartoria, fu socio e calciatore del RC France, polisportiva fondata nel 1882.
Già trasferitosi a Roma nel 1894, proprio qui, dopo aver fondato l'Audace Club Podistico nel settembre del 1900, nel pomeriggio del 6 gennaio 1901 propagandò la disciplina del football, praticata a Roma già dal 1895, all'interno della sede della Lazio, illustrando le regole del gioco agli atleti biancocelesti, addestrati dallo stesso Seghettini nelle successive uscite avvenute in Piazza d'Armi. Il pioniere italo-francese partecipò anche ad alcune gare come podista coi colori biancocelesti. 
L'italiano naturalizzato francese fu anche uno dei fondatori dell'Audace Roma, compagine progenitrice della Roma.